# محمد الشرفي (وزير تونسي)
محمد الشرفي (صفاقس، 11 أكتوبر 1936 - تونس العاصمة، 6 جوان 2008)، سياسي وجامعي وحقوقي وناشط يساري تونسي سابق تولى وزارة التربية والتعليم العالي بين 1989 و1994. درس الشرفي في كلية الحقوق بباريس ونشط في الاتحاد العام لطلبة تونس حيث تأثر بالفكر اليساري ومالبث أن التحق بتجمع الدراسات والعمل الاشتراكي في تونس المعروف الأكثر باسم حركة أفاق والمعارض للرئيس بورقيبة. ألقي عليه القبض في مارس 1968 ليقدم للمحاكمة صحبة مئات الناشطين السياسين في سبتمبر من نفس العام. في غرة جوان 1969، صدر في حقه عفو رئاسي بعد 15 شهرا قضاها في سجن برج الرومي. ابتعد بعد خروجه من السجن عن النشاط السياسي وواصل دراسته الجامعية متحصلا على التبريز في القانون الخاص عام 1971. عمل بعدها كأستاذ مساعد ثم كأستاذ في كلية الحقوق بتونس وبكلية العلوم القانونية والسياسية والاجتماعية بتونس. انضم عام 1980 للرابطة التونسية للدفاع عن حقوق الإنسان التي تولى خطة نائب الرئيس فيها عام 1982 ثم الرئاسة بالنيابة في أوت 1988 فالرئاسة في مارس 1989 بعد انتخابه أثناء مؤتمرها الثالث. عينه زين العابدين بن علي في 11 أفريل 1989 وزيرا للتربية والتعليم العالي والبحث العلمي، وقد شهدت فترة توليه المنصب توتر علاقته بحركة النهضة التي اتهمته بإحداث تغييرات في مناهج التربية الإسلامية. وابتداءً من عام 1990 شهدت عدة مؤسسات تعليمية اضطرابات بعد احتدام الصدام بين السلطة وحركة النهضة التي مالبثت أن أزيحت من الساحة. غادر الشرفي المنصب إلى 30 ماي 1994 في التحوير الوزاري الذي قام به زين العابدين بن علي غداة الانتخابات التشريعية التي جرت في تلك الفترة. بقي بعيدا نسبيا على الساحة في النصف الثاني من التسعينات قبل أن يعلن معارضته علنا عام 2001 للتعديلات الدستورية التي يزمع الرئيس زين العابدين بن علي القيام بها لتمكينه من تمديد ولايته. واصل في السنوات التالية انتقاده للسياسات الرسمية، وفي عام 2004 أعلن تأييده لترشيح محمد علي الحلواني للانتخابات الرئاسية التي أقيمت في أكتوبر من ذلك العام. توفي في 6 جوان 2008 إثر مرض عضال ودفن في مقبرة الجلاز في جنازة حضرها عدة وجوه من اليسار التونسي إضافة لوزير التعليم العالي الأزهر بوعوني.